# Sigrún
En la mitologia escandinava, Sigrún era una valquíria. El seu nom significa "coneixedora dels misteris de la victòria". La seva història es relata a Hrómundar saga Gripssonar. D'acord amb l'autor de l'Edda poètica va renéixer com a Sváva. Per les seves aventures, vegeu Helgi Hundingsbane. Va tornar a renéixer com a Kára, la història de la qual es relata a Hrómundar saga Gripssonar.